# Gyrophthorus crustulosae
Gyrophthorus crustulosae är en svampart som tillhör divisionen sporsäcksvampar och som först beskrevs av Marijke C. Creveld och som fick sitt nu gällande namn av Joseph Hafellner och Leopoldo García Sancho. 
Gyrophthorus crustulosae ingår i släktet Gyrophthorus, divisionen sporsäcksvampar och riket svampar. Arten är reproducerande i Sverige.